# Tešnjar

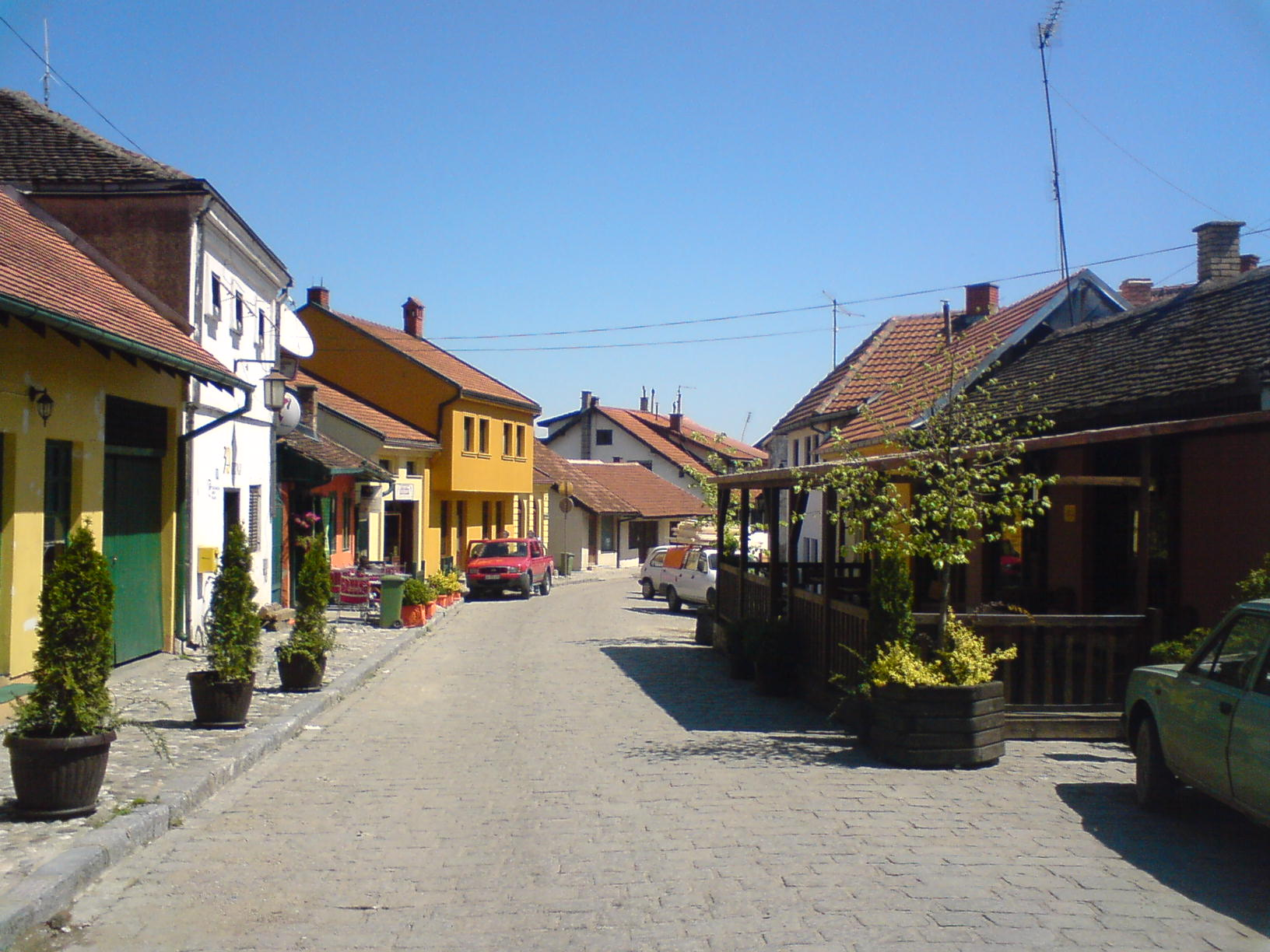
Tešnjar

Tešnjar (srbsky: Тешњар) je stará městská čtvrť ve Valjevu. Vznikla v 19. století a byla dlouhodobě obchodním centrem. Čtvrť se skládá z ulice vedoucí podél pravého břehu řeky Kolubara a z několika menších uliček pod kopcem. Název čtvrtě pravděpodobně souvisí s tamějšími úzkými uličkami. Tato část města se také proslavila díky kinematografii. Díky svým bohémsky stylizovaným hospodám, slouží i k zábavním účelům. Tešnjar byl prohlášen za Kulturní dědictví Srbska.